# Lars Gustaf Holm
Lars Gustaf Holm, född 6 september 1795 i Husaby församling, Skaraborgs län, död 14 april 1860 i Sankt Nikolai församling, Stockholm, var en svensk borgmästare och borgarståndets talman 1840–1848.

## Biografi
Holm blev student vid Uppsala universitet 1813 och tog hovrättsexamen 1816. Han blev notarie vid Stockholm stads kämnärsrätt 1821, stadsnotarie 1827, rådman i Stockholm 1830, riksdagsman 1834, och talman i Borgarståndet 1840–1841, 1844–1845, 1847–1848.  Han var justitieborgmästare i Stockholm och  fullmäktige i Rikets ständers riksgäldskontor 1834–1860.
Han var riddare av Nordstjärneorden och kommendör av Vasaorden.
Lars Gustaf Holm var son till sekreteraren Lars Holm och Elisabet Bergland. Han gifte sig 1825 med Sofia Lovisa Blomberg och en andra gång med Anna Lovisa Löfving.  Han är gravsatt på Lovö kyrkogård. Hans sonsons sonson är Lasse Holm.